# Дарија Врачевић
Дарија Врачевић (Београд, 27. октобар 2007) је српска гласовна глумица и певачица.

## Биографија
Похађа музичку школу. У јавности се први пут појавила 2015. године као учесница музичке емисије Пинкове звездице, током друге сезоне, где је завршила на 8. месту. Године 2018, поново је учествовала у 5. сезони такмичења, која је окупила најуспешније учеснике из претходних сезона. Учествовала је на бројним фестивалима у Србији и иностранству где је освојила велики број првих и гранд при награда. У јулу 2018. године представила је Србију на међународном фестивалу „Славјански базар” у Белорусији након чега су уследили позиви за фестивале широм света.
Глумила је у мјузиклу за децу „Тесла и битка на магнетном пољу” на великој сцени Народног позоришта у Београду, а добила је главну улогу у првом српском мјузиклу чији почетак снимања се очекује у пролеће 2020. године. Снимала је разне џинглове и рекламе за телевизију и радио. Дарија тренира џез балет, а до сада је освојила две сребрне и пет златних медаља на плесним фестивалима у Србији. Бави се и синхронизацијом цртаних филмова и серија за студије Басивити, Ливада Београд, Моби, Голд диги нет и Соло. Представљала је Србију на Дечјој песми Евровизије 2019. са песмом „Подигни глас”.

## Улоге у синхронизацијама
| Година | Филм/серија                                 | Лик(ови)                |
| ------ | ------------------------------------------- | ----------------------- |
| 2017.  | Залеђено краљевство: Празник с Олафом       | додатни гласови         |
| 2017.  | Коко                                        | додатни гласови         |
| 2017.  | Мали шеф                                    | Стејси                  |
| 2017.  | Прича о играчкама из давних времена         | Бони                    |
| 2017.  | Страшна прича о играчкама                   | Бони                    |
| 2018.  | Ја сам Френки                               | Џени Гејнс              |
| 2018.  | Лео да Винчи: Мисија Мона Лиза              | Агнес                   |
| 2018.  | Миракулус: Авантуре Бубамаре и Црног Мачора | Миа                     |
| 2018.  | Мистерија породице Хантер                   | Иви Хантер              |
| 2018.  | Најбољи летачи                              | Пени                    |
| 2018.  | Ралф растура интернет                       | додатни гласови         |
| 2018.  | Тата у бегу                                 | Шарлот                  |
| 2018.  | Цеца Переца                                 | Цврчка                  |
| 2019.  | Екипа цицамаца                              |                         |
| 2019.  | Мала госпођица Дулитл                       | Лаура                   |
| 2019.  | Парк чудеса                                 | Џун                     |
| 2019.  | Прича о играчкама 4                         | Бон                     |
| 2019.  | Бекино друштво                              | Силвија                 |
| 2019.  | Еби Хечер, мазоловка                        | Еби Хечер               |
| 2019.  | Мала госпођица Дулитл                       | Лаура                   |
| 2019.  | Прича о играчкама 4                         | Бони                    |
| 2020.  | Златокоса и разбојник: Серија               | Мала Златокоса (певање) |
| 2020.  | Напред                                      | додатни гласови         |
| 2020.  | Капетан Сабљозуби и магични дијамант        | Вероника                |
| 2020.  | Лего: Градска посла                         | Медисон                 |
| 2020.  | Леси се враћа кући (2020)                   | Присила фон Шпренгел    |
| 2020.  | Прстохват магије                            | Ишита „Иш“ Гупта        |
| 2020.  | Прстохват магије: Град мистерија            | Ишита „Иш“ Гупта        |
| 2020.  | Сунђер Боб Коцкалоне филм: Сунђер у бекству | Мали Сунђер Боб         |
| 2020.  | Плашите ли се мрака                         | додатни гласови         |
| 2021.  | Зец Петар: Скок у авантуру                  | Амелија                 |
| 2021.  | Мичелови против машина                      | Еби Позерић             |
| 2021.  | Неукротиви Спирит                           | Абигејл Стоун           |
| 2021.  | Породица Адамс 2                            | Офелија Стрејнџ         |
| 2021.  | Лука                                        | Ђулија Марковалдо       |
| 2021.  | Сантијаго од мора                           | Лорелај                 |
| 2022.  | Поцрвенела панда                            | Мејлин / панда Мејлин   |
| 2022.  | Клифорд — велики црвени пас (2021)          | Емили Елизабет Хауард   |
| 2022.  | Шоу Патрика Звезде                          | Принцеза Бисенија       |
| 2022.  | Школа магичних животиња                     |                         |
| 2022.  | Финикове авантуре                           | Кристина                |
| 2022.  | Шапе гнева: Легенда о Хенку                 |                         |
| 2022.  | Божић у кући Бука                           | Лиса Бука               |
| 2022.  | Ловци на Деда Мраза                         | Зои                     |
| 2023.  | Моја вила шепртља                           |                         |
| 2023.  | Вонка                                       | Нудла                   |